# Scardinius acarnanicus
Scardinius acarnanicus es una especie de peces de la familia Cyprinidae en el orden de los Cypriniformes.

## Morfología
Los machos pueden llegar alcanzar los 27 cm de longitud total.

## Hábitat
Es un pez de agua dulce.

## Distribución geográfica
Se encuentra solo en el oeste de Grecia, en el rio Acheloos y en los lagos de Aetoloakarnania. 